# 남양바둑방송 바둑CH
남양바둑방송은 2004년에 개국한 바둑 전문 방송이었다. 2005년 시청률 부진으로 폐국되었다.